# Liste der Baudenkmale in Lüdersburg
In der Liste der Baudenkmale in Lüdersburg sind die Baudenkmale der niedersächsischen Gemeinde Lüdersburg und ihrer Ortsteile aufgelistet. Der Stand der Liste ist der 25. Januar 2023. Die Quelle der Baudenkmale ist der Denkmalatlas Niedersachsen.

## Allgemein
In den Spalten befinden sich folgende Informationen:
- Lage: die Adresse des Baudenkmales und die geographischen Koordinaten. Kartenansicht, um Koordinaten zu setzen. In der Kartenansicht sind Baudenkmale ohne Koordinaten mit einem roten Marker dargestellt und können in der Karte gesetzt werden. Baudenkmale ohne Bild sind mit einem blauen Marker gekennzeichnet, Baudenkmale mit Bild mit einem grünen Marker.
- Bezeichnung: Bezeichnung des Baudenkmales
- Beschreibung: die Beschreibung des Baudenkmales. Unter § 3 Abs. 2 NDSchG werden Einzeldenkmale und unter § 3 Abs. 3 NDSchG Gruppen baulicher Anlagen und deren Bestandteile ausgewiesen.
- ID: die Objekt-ID des Baudenkmales
- Bild: ein Bild des Baudenkmales, ggf. zusätzlich mit einem Link zu weiteren Fotos des Baudenkmals im Medienarchiv Wikimedia Commons. Wenn man auf das Kamerasymbol klickt, können Fotos zu Baudenkmalen aus dieser Liste hochgeladen werden:

## Lüdersburg

### Gruppe: Gutsdorf Lüdersburg
Die Gruppe hat die ID: 34326660. Das Gutsdorf Lüdersburg besteht aus einem um die Ortskirche gruppierten Haufendorf, der westlich liegenden Gutsanlage und auf der Westseite der nach Süden ausfallenden Straße heute noch vier der ehemals fünf kleinen Hofstellen mit den Gutsarbeiterhäusern. Am Ortsausgang das Forsthaus mit dazugehöriger Forstscheune. Zum Gut gehörige Schäferei liegt abseits in Richtung Bockelkathen.

| Lage                                                | Bezeichnung               | Beschreibung | ID       | Bild           |
| --------------------------------------------------- | ------------------------- | --- | -------- | -------------- |
| Gut von Spörcken 53° 19′ 17″ N, 10° 34′ 23″ O       | Verwalterhaus             | Eingeschossiger, symmetrischer Backsteinbau über hohem Souterraingeschoss mit ausgebauten Drempelgeschoss und dreiachsigem Mittelrisalit auf beiden Langseiten unter Satteldach in Hohlpfannendeckung. Ziersetzungen durch gemusterte Ziegelbänder und fialenähnliche Zierformen auf den Giebeln. Errichtet 1891 (i). | 28830249 | BW             |
| Gut von Spörcken 53° 19′ 15″ N, 10° 34′ 22″ O       | Herrenhaus (Bauwerk)      | Zweigeschossiger, dreizehnachsiger, symmetrischer Fachwerkbau über gemauertem Souterraingeschoss unter Mansardwalmdach ursprünglich in Biberschwanz-, sonst Hohlpfannendeckung mit regelmäßigen Giebelgauben. Betonung der Mittelachse durch dreiachsiges Zwerchhaus mit Dreiecksgiebel und oktogonalem mittigen Dachreiter unter Glockendach in Schieferdeckung sowie vorgelagerter zweiarmiger Freitreppe. Erbaut nach 1776. Umbauphase der Nordwest- und Südwestseite unter Ersatz des Fachwerks durch massives Backsteinmauerwerk mit Segmentbogenfenstern und Herstellung der Materialsichtigkeit durch Franz Krüger, Lüneburg, 1902. | 28830229 |                |
| Kirchtwiete 1 53° 19′ 16″ N, 10° 34′ 28″ O          | Wohnhaus                  | Traufständiges, eingeschossiger Fachwerkbau mit Backsteinausfachung unter Halbwalmdach in Pfannendeckung. Mittiger Eingang auf der Südseite darüber Zwerchhaus. EG tw. aus Backstein errichtet mit Industriefenstern aus Eisen. Erbaut ca. 1890. | 28830355 |                |
| Kirchtwiete 3 53° 19′ 15″ N, 10° 34′ 29″ O          | Wohnhaus                  | Traufständiger, eingeschossiger Fachwerkbau auf Feldsteinsockel mit Backsteinausfachung unter Krüppelwalmdach in Pfannendeckung, Eingang in der zur Straße gerichteten Traufseite, ein zweiter in östlicher Schmalseite. Errichtet ca. 1870. | 28829923 |                |
| Kirchtwiete 4 53° 19′ 14″ N, 10° 34′ 29″ O          | Wohnhaus                  | Traufständiger, eingeschossiger Fachwerkbau mit Ziegelausfachung unter Krüppelwalmdach in Pfannendeckung. Mittige Zwerchhäuser an beiden Langseiten. Mittige Eingangstür mit Kreuzsymbol im Oberlicht. Erbaut ca. in der Mitte des 19. Jahrhunderts. | 28830283 |                |
| Kirchtwiete 7 53° 19′ 15″ N, 10° 34′ 33″ O          | Haus Manecke              | Zweiständerbau unter Halbwalmdach in Reetdeckung. Fachwerk mit Backsteinausfachung. Erbaut 1736 (i). Wurde von Barnstedt nach Lüdersburg transloziert. | 28829793 |                |
| Kirchtwiete 7 53° 19′ 14″ N, 10° 34′ 37″ O          | Scheune                   | Kleine Längsscheune in Fachwerk teils mit Ziegelausfachung, teils mit Lehmschlag unter steilem Halbwalmdach in Reetdeckung. Erbaut wohl Mitte 18. Jh. | 28829775 | BW             |
| Kirchtwiete 8 53° 19′ 14″ N, 10° 34′ 34″ O          | Wohn-/ Wirtschaftsgebäude | Zweiständerhaus unter Halbwalmdach in Reetdeckung. Fachwerk mit Ziegelausfachung. Wohngiebel aus Backstein. Zwei zueinander gerichtete Pferdeköpfe als Giebelschmuck im Süden. Erbaut 1828 (i). | 28830301 |                |
| Lüdersburger Straße 1 53° 19′ 5″ N, 10° 34′ 23″ O   | Forsthaus, ehem.          | Traufständiger, eingeschossiger, axialsymmetrischer Fachwerkbau mit Backsteinausfachung unter Halbwalmdach in Pfannendeckung. Über mittigen Eingang Giebelgaube. Erbaut ca. 1850. | 28829829 |                |
| Lüdersburger Straße 1 53° 19′ 5″ N, 10° 34′ 22″ O   | Forstscheune              | Querdurchfahrtsscheune mit achsenmittiger Türdurchfahrt. Vierständer-Fachwerkkonstruktion mit Backsteinausfachung unter Halbwalmdach, ursprünglich in weicher Deckung. Erbaut ca. 1850. | 28829811 |                |
| Lüdersburger Straße 7 53° 19′ 8″ N, 10° 34′ 24″ O   | Gutsarbeiterhaus          | Traufständiges, eingeschossiges Doppelwohnhaus in Fachwerkbauweise mit Backsteinausfachung unter Walmdach in Reetdeckung. Eingänge in der zur Straße gerichteten Traufseite. Erbaut ca. 1850. | 28829847 |                |
| Lüdersburger Straße 15 53° 19′ 10″ N, 10° 34′ 24″ O | Gutsarbeiterhaus          | Traufständiges, eingeschossiges Doppelwohnhaus auf längsrechteckigem Grundriss in Fachwerkbauweise mit Backsteinausfachung unter Krüppelwalmdach, ursprünglich in weicher Deckung. Erschließung über die Giebelseiten. Erbaut 1854 (i). | 28829865 |                |
| Lüdersburger Straße 17 53° 19′ 11″ N, 10° 34′ 24″ O | Wohnhaus                  | Traufständiges, eingeschossiges Doppelwohnhaus auf längsrechteckigem Grundriss in Fachwerkbauweise mit Backsteinausfachung unter Walmdach in Hohlpfannendeckung. Eingänge verlegt. Erbaut ca. 1875. | 28830319 |                |
| Lüdersburger Straße 18 53° 19′ 12″ N, 10° 34′ 26″ O | Wohn-/ Wirtschaftsgebäude | Traufständiges, eingeschossiges Zweiständerhaus auf Backsteinsockel unter Krüppel- bzw. Halbwalmdach. Fachwerk mit Backsteinausfachung. Wohngiebel zweigeschossig ausgebaut. Erbaut 1870. | 28830265 | BW             |
| Lüdersburger Straße 19 53° 19′ 12″ N, 10° 34′ 25″ O | Gutsarbeiterhaus          | Traufständiges, eingeschossiges Doppelwohnhaus auf längsrechteckigem Grundriss in Fachwerkbauweise mit Backsteinausfachung unter Walmdach in Hohlpfannendeckung. Eingänge mittig in der straßenseitigen Traufseite angeordnet, darüber Schleppgaube. Erbaut ca. 1875. | 28830337 |                |
| Lüdersburger Straße 20 53° 19′ 17″ N, 10° 34′ 27″ O | Ev. Kirche                | Spätgotischer Saalbau aus Backstein mit polygonalem Chorschluss und Strebepfeilern unter Satteldach in Pfannendeckung. Mittelalterliches Mauerwerk in Chor und Schiff sowie gotisches Nordportal erhalten. Über diesem Wappen v. Wittorf (1641). Einbau von Segmentbogenfenstern und Zusetzung von Öffnungen mit Umbau zur barocken Saalkirche Ende 17. Jh. Westliche, höhere Joch des Schiffes und der dreigeschossige, quadratische Westturm in Backstein in neogotischen Formen mit abschließender Brüstung, Ecktürmchen und schiffergedeckter Turmspitze 1873 an Stelle eines hölzernen Vorgängerturms angebaut. Innenraum verputzt, mit Holzbalkendecke abgeschlossen und mit barocker, stark plastisch verzierter Innenausstattung aus Ende 17. Jh.: Hochaltar mit vorgelagerter Schranke, Kanzel von 1698(i), Taufe, Prieche, Weihetafel v. Wittorf von 1691(i). Im Westen Empore und neogotischer Orgelprospekt. | 28829941 | Weitere Bilder |

## Bockelkathen

### Einzelobjekte
| Lage                                                 | Bezeichnung               | Beschreibung | ID       | Bild |
| ---------------------------------------------------- | ------------------------- | --- | -------- | ---- |
| Bockelkathener Straße 2 53° 17′ 54″ N, 10° 33′ 58″ O | Wohnhaus                  | Traufständiger, eingeschossiger Wandständerbau auf Hausteinsockel und Ziegelrollschicht mit Backsteinausfachung unter Krüppelwalmdach in Pfannendeckung. Östliches Giebeltrapez auf profilierten Balkenköpfen vorkragend. Ausfachung gestrichen. Erbaut Ende 18. Jh. Giebeltrapeze erneuert. Renovierung 1876 (i). Rückwärtig im rechten Winkel angefügter Erweiterungsbau aus Backstein. | 28830177 | BW   |
| Bockelkathener Straße 4 53° 18′ 9″ N, 10° 34′ 9″ O   | Wohn-/ Wirtschaftsgebäude | Traufständiger, eingeschossiger Zweiständerbau mit Unterrähm unter Halbwalmdach in Reetdeckung aus Fachwerk mit Backsteinausfachung. Südlicher Wohngiebel zweigeschossig ausgebaut. Segensspruch auf der Dachschwelle des Wirtschaftsgiebels und Bauinschrift auf dem Torsturz. Erbaut 1864(i).                                                                                           | 28830121 |      |
| Steindamm 27 53° 18′ 3″ N, 10° 35′ 2″ O              | Wohn-/ Wirtschaftsgebäude | Traufständiger, eingeschossiger Zweiständerbau mit Backsteinausfachungen unter Halbwalmdach. Segensspruch und Bauinschrift am Wirtschaftsgiebel. Erbaut 1839(i). | 28830140 | BW   |

## Jürgenstorf

### Gruppe: Jürgenstorfer Straße 7
Die Gruppe hat die ID: 34326628. Durch Hecken eingegrenzte Hofanlage besteht aus Wohnwirtschaftsgebäude, Scheune und Stall (sowie Remise). Die Gebäude sind freistehend und mit den Wirtschaftsgiebeln zur Straße orientiert.

| Lage                         | Bezeichnung               | Beschreibung | ID       | Bild |
| ---------------------------- | ------------------------- | --- | -------- | ---- |
| 53° 19′ 37″ N, 10° 35′ 48″ O | Scheune                   | Eingeschossiger Wandständerbau mit Fachwerk mit Backsteinausfachung unter Halbwalmdach in Hohlpfannendeckung. Längsdurchfahrtsscheune mit zwei Toreinfahrten. Inschrift kaum leserlich. Erbaut ca. 1870. | 28830049 | BW   |
| 53° 19′ 38″ N, 10° 35′ 50″ O | Stall                     | Langgestreckter Wandständerbau in Fachwerk auf hohen Backsteinsockel mit Backsteinausfachung unter Satteldach in Ziegelpfannendeckung. Giebelseite mit Bretterverschalung. Erbaut ca. 1870. | 28830031 | BW   |
| 53° 19′ 37″ N, 10° 35′ 50″ O | Wohn-/ Wirtschaftsgebäude | Eingeschossiger Vierständerbau aus Fachwerk mit Backsteinausfachung unter Krüppelwalmdach in Schieferdeckung, in Abwalmung in Ziersetzung. Giebeltrapez des Wirtschaftsteils mit Schiefer verhangen und Segensspruch über Toreinfahrt. Wohnteil durch Backsteinausfachungen mit Rahmungen geschmückt, Eingang auf Südseite durch Zwerchhaus hervorgehoben. Erbaut ca. 1870. | 28830067 | BW   |

### Gruppe: Jürgenstorfer Straße 20
Die Gruppe hat die ID: 34326263. Hofanlage besteht aus dem parallel zur Straße stehenden, durch einen schmalen Vorgarten zurückgesetzten Wohn-/Wirtschaftsgebäude und senkrecht zur Straße stehenden, weit zurückgesetzten Scheune/Stall-Gebäude.

| Lage                         | Bezeichnung               | Beschreibung | ID       | Bild |
| ---------------------------- | ------------------------- | --- | -------- | ---- |
| 53° 19′ 27″ N, 10° 35′ 51″ O | Wohn-/ Wirtschaftsgebäude | Traufständiger, eingeschossiger Zweiständerbau, Fachwerk auf Hausteinsockel mit Backsteinausfachung unter Halbwalmdach in Reetdeckung, Abwalmung des Wirtschaftsteils in Schieferdeckung; Backsteinausfachung teilweise in gemusterter Setzung. Wohnteil im Süden zweigeschossig ausgebaut. Repräsentative Eingangstür an zur Straße gerichteten Traufseite. Erbaut ca. 1860. | 28829901 | BW   |
| 53° 19′ 28″ N, 10° 35′ 49″ O | Scheune                   | Giebelständiger, eingeschossiger Wandständerbau, Fachwerk mit Backsteinausfachung unter Halbwalmdach in Pfannendeckung. In Ostseite dezentrale Längsdurchfahrt, zwei Zugänge zu den Ställen sowie Aufzugsluke. Westseite in Backstein vorgemauert. Im Süden durchgehender Schuppenanbau aus Holz unter Pultdach. Bauinschrift mit Segensspruch im Ostgiebel. Erbaut 1860 (i). | 28829883 | BW   |

### Gruppe: Rehwiese 23
Die Gruppe hat die ID: 34326644. Die umfriedete Hofanlage besteht aus von der Straße zurückgesetzten giebelständigen Wohn-/ Wirtschaftsgebäude und an der Straße stehenden traufständigen Scheune.

| Lage                                     | Bezeichnung               | Beschreibung | ID       | Bild |
| ---------------------------------------- | ------------------------- | --- | -------- | ---- |
| Rehwiese 23 53° 19′ 27″ N, 10° 35′ 54″ O | Wohn-/ Wirtschaftsgebäude | Giebelständiger, eingeschossiger Zweiständerbau in Fachwerk mit Backsteinausfachung auf niedrigem Steinsockel unter Halbwalmdach in Reetdeckung. Seitliche Eingänge ins Flett. Segensspruch und Bauinschrift am Wirtschafts- und Wohngiebel. Erbaut 1780 (i). | 28830103 | BW   |
| Rehwiese 23 53° 19′ 28″ N, 10° 35′ 54″ O | Scheune                   | Eingeschossiger Wandständerbau unter Satteldach, Fachwerk teils mit Lehm-, teils mit Backsteinausfachung, Giebeldreieck mit Senkrechtverschalung. Zwei Längsdurchfahrten. Errichtet ca. Mitte 19. Jh.                                                         | 28830085 | BW   |

### Einzelobjekte
| Lage                                                | Bezeichnung               | Beschreibung | ID       | Bild |
| --------------------------------------------------- | ------------------------- | --- | -------- | ---- |
| Jürgenstorfer Straße 4 53° 19′ 37″ N, 10° 35′ 42″ O | Wohn-/ Wirtschaftsgebäude | Giebelständiger, eingeschossiger Zweiständerbau, Fachwerk auf Feldsteinsockel mit Backsteinausfachung unter Halbwalmdach in Reetdeckung, Abwalmung in Pfannendeckung. Wohnteil mit Backstein verblendet. Mittiges Dielentor mit segmentbogenförmigen Sturz auf Kopfbändern, flankiert von halben und ganzen Riesen, letztere markieren die beiden mit Kopfbändern erhaltenen Ständerreihen, an den Kübungen eingehälste Balken. Bauinschrift auf dem Torsturz. Erbaut 1739 (i). Gefüge ab der Dachschwelle jünger. | 28829960 | BW   |